# Parc éolien de Clyde
Le parc éolien de Clyde est un parc éolien situé dans le South Lanarkshire en Écosse. Il est constitué de 152 éoliennes pour une capacité électrique maximale de 350 MW. Il aurait coûté 600 millions de livres. Il a été inauguré en septembre 2012. Il est détenu par Scottish and Southern Energy.